# Fêtes à Versailles

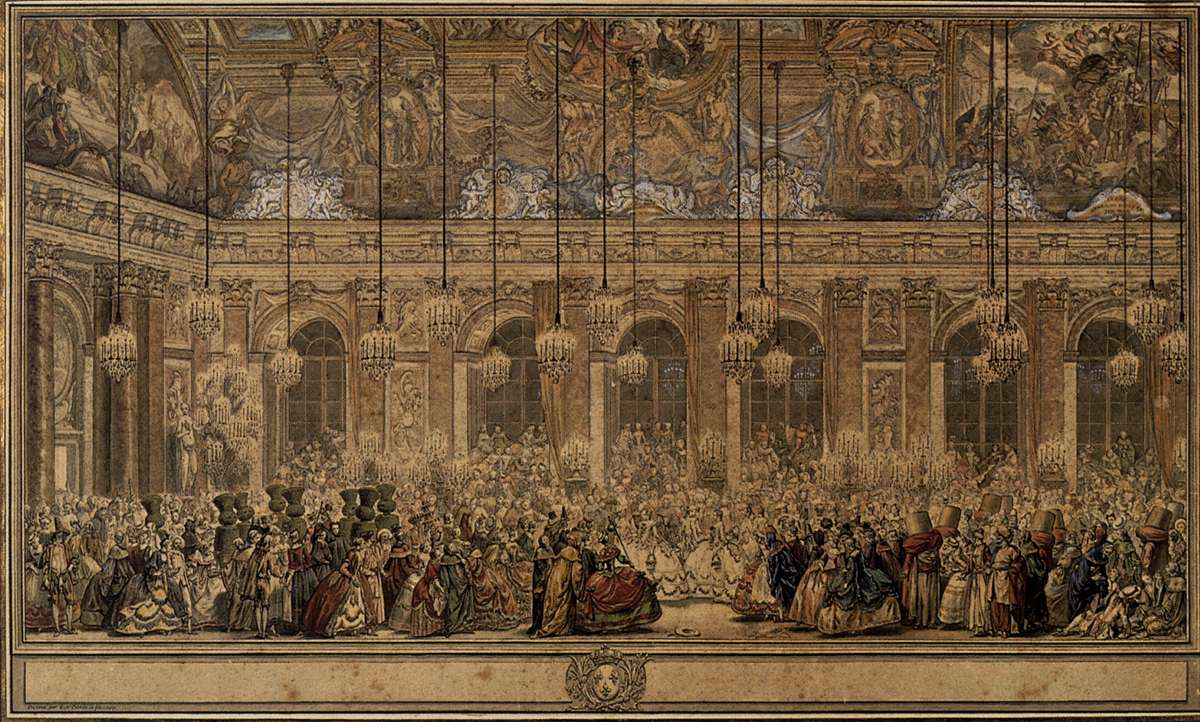
Bal masqué donné par le roi Louis XV dans la Grande Galerie à l'occasion du mariage de Louis, Dauphin de France, avec Marie-Thérèse, infante d'Espagne, du 25 au 26 février 1745. (À gauche les ifs ; à droite les Turcs)

Les fêtes organisées au cours des siècles au château de Versailles constituent des moments exceptionnels dans l'histoire du palais et dans l'histoire de l'art.
Depuis sa construction, ce lieu de mise en scène royale forme le cadre de divertissements fastueux qui à la fois tirent leur magnificence du décor et contribuent en retour à son éclat. Cette affinité tient au sens du mouvement et à la surcharge décorative portés par toute fête — caractères éminents de l'art baroque — en  accord avec l'architecture du château.
En 1664, Louis XIV inaugure à Versailles la première d'une longue série de « plaisirs ». Il en souligne clairement l'intention politique dans ses Mémoires pour l'instruction du Dauphin. Même si ce dessein d'origine se perd ou évolue, la pratique des fêtes au palais continue bien après lui, à travers règnes et régimes, le baroque versaillais étant désormais indissociablement lié au principe de fête.
Les fêtes royales à Versailles se dérouleront jusque dans les dernières années du règne du roi Louis XVI.
De nos jours, la République organise à Versailles des galas, et de grandes entreprises louent salles, galeries et opéra pour de luxueux événements privés.

## Contexte
« Les fêtes font le prestige de la Cour. Elles animent la vie monotone et ritualisée du courtisan, éblouissent bourgeois et étrangers, rassemblent la noblesse parfois infidèle au château. Paris n'ignore pas les fêtes. Entrées royales, visites princières, réceptions d'ambassadeurs, signatures de paix, célébrations de victoires en sont les prétextes. Mais aucune n'a la majesté, la richesse, la grandeur qui règnent à Versailles. Si la Ville célèbre les grands événements familiaux de la dynastie régnante et participe ainsi à l'exaltation du principe monarchique, elle n'est que l'écho affaibli de la Cour. C'est de Versailles qu'on espère des fêtes régulières et fastueuses. L'opinion ne pardonne ni parcimonie dans les dépenses, ni médiocrité des réjouissances. (...). La Cour est tenue d'éblouir la Ville. »

### Contexte historique
En tant que divertissement princier et scénographie du pouvoir, la fête remonte à la plus haute Antiquité. Sans remonter plus avant que l'ère chrétienne, les fêtes de Néron dans sa Domus aurea en sont l'illustration à Rome, au Ier siècle. De nombreuses chroniques à travers les âges,, témoignent de la persistance de cette activité : au Moyen Âge avec les fastes de la cour de Bourgogne (ainsi, les féeries du Vœu du faisan), sous la Renaissance italienne où artistes, ingénieurs et artificiers des Médicis et des ducs de Ferrare inventent des décors, machineries et pyrotechnies spectaculaires. À la même époque, la cour de France développe un art consommé de la fête, notamment sous Henri II, dont la passion pour Diane de Poitiers suscite bals, divertissements et carrousels.
Le roi Louis XIV est le premier souverain à codifier cet exercice et en faire, de façon organisée, un instrument au service de sa gloire. Son objectif est double : s'assurer une cour docile et se construire une image qui lui survive. En 1661, à l'âge de 23 ans et alors que Versailles n'est pas encore reconstruit, il détaille de façon précise pour le Grand Dauphin venant de naître, les raisons qui doivent pousser un souverain à organiser des fêtes :

« Cette société de plaisirs, qui donne aux personnes de la Cour une honnête familiarité avec nous, les touche et les charme plus qu'on ne peut dire. Les peuples, d'un autre côté, se plaisent au spectacle où, au fond, on a toujours pour but de leur plaire ; et tous nos sujets, en général, sont ravis de voir que nous aimons ce qu'ils aiment, ou à quoi ils réussissent le mieux. Par là nous tenons leur esprit et leur cœur, quelquefois plus fortement peut-être, que par les récompenses et les bienfaits ; et à l'égard des étrangers, dans un État qu'ils voient d'ailleurs florissant et bien réglé, ce qui se consume en ces dépenses qui peuvent passer pour superflues, fait sur eux une impression très avantageuse de magnificence, de puissance, de richesse et de grandeur […] »

La vie de la Cour se perpétue sous les règnes des rois Louis XV et Louis XVI favorisée par la stabilité politique du royaume. Cependant, les dernières années du règne du roi Louis XVI sont marquées par des difficultés financières engendrées principalement par la guerre d'Amérique. La vie à la Cour s'en ressent plus ou moins mais des fêtes seront toujours données par le roi et la reine jusque dans les dernières années qui précéderont la révolution française de 1789.

## Les fêtes du règne de Louis XIV

### Plaisirs de l'Île enchantée (mai 1664)
Alors que les travaux d'agrandissement du château n'ont commencé que depuis deux ans (1662), Louis XIV donne sa première grande fête pour un public de 600 invités : Les Plaisirs de l’Île enchantée. Officiellement dédiée à Anne d'Autriche et Marie-Thérèse, elle n'a en réalité d'autre objet que de célébrer ses retrouvailles avec Mlle de La Vallière et de présenter à la Cour la maîtresse en titre du roi,. Elle dure une semaine, du 7 au 13 mai 1664. Le titre s'inspire d'un épisode du Roland furieux de l'Arioste, où la magicienne Alcine retient le chevalier Roger et ses compagnons prisonniers sur son île. Pendant une semaine, la cour se voit offrir une succession de divertissements (carrousel, course de bague, de têtes, théâtre, ballet, feu d'artifice, collations, promenades, loterie) avant de quitter Versailles pour Fontainebleau. Une brochure de 58 pages en dressait un programme détaillé.

Les deux artisans principaux de la fête sont Molière et Lully. L'événement fait l'objet de nombreuses relations et les gravures d'Israël Silvestre répandent dans toute l'Europe les fastes versaillais. L'historien Christian Biet décrit ainsi l'ouverture de ces fêtes : 

« Malgré le temps maussade et le froid printemps du 7 mai, le défilé du premier soir et le Divertissement des Saisons a saisi la cour. Précédé d’un héraut d’armes vêtu à l’antique, de trois pages dont celui du roi, M. d’Artagnan, de huit trompettes et de huit timbaliers, le roi s’est montré tel qu’en lui-même, sous un déguisement grec, sur un cheval au harnais couvert d’or et de pierreries. Les princes, ducs, comtes et marquis ont suivi le héros. On s’est pâmé dans la cohue, et, malgré quelques accidents dus à la boue et aux chantiers qui parsemaient le château en construction — on n’avait éclairé que les endroits achevés ou décorés —, la foule des privilégiés put admirer les Grands qui, mêlés aux comédiens, illuminaient le jardin de leur hautaine ostentation. Les comédiens de la troupe de Molière furent particulièrement admirés. Le Printemps, sous les traits de la Du Parc, parut sur un cheval d’Espagne. On la savait très belle, on l’aimait en coquette, elle fut superbe. Ses manières hautaines et son nez droit enthousiasmèrent les uns, ses jambes qu’elle savait montrer et sa gorge blanche mirent les autres dans tous leurs états. Le gros Du Parc, son mari, avait quitté ses rôles de grotesque pour jouer l’Été sur un éléphant couvert d’une riche housse. La Thorillière, habillé en Automne, défilait sur un chameau, et tous s’émerveillèrent de ce que cet homme si fier imposât sa prestance naturelle à l’exotique animal. Enfin l’Hiver, représenté par Louis Béjart, fermait la marche sur un ours. De mauvaises langues affirmèrent que seul un ours maladroit pouvait s’attacher à la claudication du préposé aux emplois de valets. Leur suite était composée de quarante-huit personnes, dont la tête était ornée de grands bassins pour la collation. Les quatre comédiens de la troupe de Molière récitèrent alors des compliments pour la reine sous les feux de centaines de chandeliers peints de vert et d’argent, chargés chacun de vingt-quatre bougies. »

| Date   | Lieu                     | Événements                                                                    |
| ------ | ------------------------ | ----------------------------------------------------------------------------- |
| 7 mai  | Entrée de l'Allée royale | Carrousel, courses de bague, ballet, collation                                |
| 8 mai  | Milieu de l'Allée royale | La Princesse d'Élide, comédie galante mêlée de musique et d'entrées de ballet |
| 9 mai  | Futur Bassin d'Apollon   | Ballet et feu d'artifice                                                      |
| 10 mai | Fossés du château        | Courses de têtes                                                              |
| 11 mai | Ménagerie                | Promenade                                                                     |
|        | Vestibule du château     | Les Fâcheux, comédie                                                          |
| 12 mai | Fossés du château        | Courses de têtes                                                              |
|        | Château                  | Loterie                                                                       |
|        | Vestibule du château     | Tartuffe (3 actes), comédie                                                   |
| 13 mai | Fossés du château        | Courses de têtes                                                              |
|        | Vestibule du château     | Le Mariage forcé, comédie                                                     |

### Grand divertissement royal (1668)
Le 18 juillet 1668, le roi Louis XIV donne une fête pour célébrer la paix d'Aix-la-Chapelle et la première conquête de la Franche-Comté. Connu sous le nom de Grand Divertissement royal, cet évènement ne dure qu’une soirée dont le livret est publié.
La fête se déroule dans les jardins, suivant un parcours qui, partant du château, mène la cour à travers les jardins où se succèdent une collation au bosquet de l'Étoile, une comédie de Molière et Lully sur un théâtre provisoire (emplacement du futur bassin de Saturne), un festin (à l'emplacement du futur bassin de Flore), un bal (à l'emplacement du futur bassin de Cérès) et un feu d'artifice tiré depuis la pompe de l'étang de Clagny.
L’attraction principale en est la comédie en musique de Molière et Lully, George Dandin ou le Mari confondu, dont Pierre Beauchamp compose les ballets. Ce genre de spectacle, nouveau en France, nécessite plus de cent danseurs. Des tapisseries et des chandeliers de cristal ornent la scène. Mille deux cents personnes sont assises sur les gradins, trois cents autres sur le parterre. De cette comédie-ballet, Félibien écrit : « On peut dire que dans cet ouvrage le sieur Lully a trouvé le secret de satisfaire et de charmer tout le monde ; car jamais il n'y a rien eu de si beau ni de mieux inventé ».

### Divertissements de Versailles (1674)
Cet ensemble de six journées de fêtes est décrit par Félibien. Les divertissements se succèdent entre le 4 juillet 1674 et le 31 août 1674 et célèbrent la reconquête de la Franche-Comté. Lully y donne en concert L'Églogue de Versailles et l'on joue également Le Malade imaginaire de Molière joué le 19 juillet 1674, avec une musique composée et dirigée par Marc-Antoine Charpentier, compositeur remplaçant Lully à la demande de Molère qui s'est brouillé avec Lully. Lors du dernier divertissement de nuit, le 31 août, les parterres, terrasses, degrés et le grand canal sont illuminés aux flambeaux et le roi, la reine ainsi que toute la cour, embarquent sur des gondoles envoyées en présent par le doge de Venise.
| Date       | Lieu                            | Événements                                     |
| ---------- | ------------------------------- | ---------------------------------------------- |
| 4 juillet  | Bosquet du Marais               | Collation en musique                           |
|            | Cour de marbre                  | Alceste, tragédie lyrique                      |
|            | Château                         | Médianoche                                     |
| 11 juillet | Trianon                         | L'Églogue de Versailles                        |
|            | Bosquet de la Salle des Festins | Souper                                         |
| 19 juillet | Ménagerie                       | Collation                                      |
|            | Grand Canal                     | Promenade en gondole                           |
|            | Grotte de Thétis                | Le Malade imaginaire, comédie-ballet           |
| 28 juillet | Bosquet du Théâtre d'eau        | Collation                                      |
|            | Allée du Dragon                 | Les Festes de l'Amour et de Bacchus, pastorale |
|            | Grand Canal                     | Feu d'artifice                                 |
|            | Cour de marbre                  | Médianoche en musique                          |
| 18 août    | Bosquet de la Girandole         | Collation en musique                           |
|            | Orangerie                       | Iphigénie, tragédie                            |
|            | Grand Canal                     | Feu d'artifice à machines                      |
| 31 août    | Grand Canal                     | Illumination                                   |
|            | Grand Canal                     | Promenade en gondole                           |

## Fêtes et réjouissances à la Cour auXVIIIesiècle
« Si les grandes fêtes sont exceptionnelles, la vie de la Cour est égayée par des divertissements réguliers dont le rythme est aussi soutenu qu'au temps de Louis XIV. À Versailles les lundi et samedi de chaque semaine sont jours de concert, la comédie française est donnée le mardi, la comédie italienne les mercredi et vendredi, la tragédie le jeudi. Le dimanche est réservé au jeu. Deux fois par semaine, le dimanche et le mercredi, le dauphin et Mesdames président un bal dans leurs appartements. Carnaval ajoute au calendrier hebdomadaire des bals masqués très suivis. On ne manque pas de prétextes pour représenter des ballets. La Cour vit ainsi en musique. Outre les concerts réguliers, les vingt-quatre violons de la Chambre jouent le premier jour de l'an, le 1er mai, pour la Saint-Louis, à chaque départ et chaque retour des petits voyages. Les jours de grand couvert, ils sonnent « des intermèdes symphoniques, préludes, ouvertures, danses ». Si l'on songe que sa Majesté entend quotidiennement une messe chantée - Marie Leszczyńska fréquente la chapelle deux fois par jour -, on déduira que Versailles est, comme par le passé, imprégné de musique. »

### Fêtes du règne du roi Louis XV
« La première grande fête du règne - les contemporains la jugent ainsi - est donnée en janvier 1739 pour le prochain mariage (célébré le 26 août) de Madame Première, Louise-Élisabeth, fille du roi, avec son cousin, l'infant don Philippe. « Il y avait trente-six ans qu'il n'y en avait eu une pareille », écrit Croÿ. « Tous ceux de la Ville et de la Cour, qui aiment les fêtes, ont été à celle-là » renchérit Barbier. (...). La plus prestigieuse qu'il offre à sa Cour correspond exactement au milieu de son règne et au sommet de sa popularité, entre sa maladie à Metz (août 1744) et la victoire de Fontenoy (mai 1745). (...). Le mardi 23 février 1745 à Versailles, Louis de France épouse Marie-Thérèse-Raphaëlle, infante d'Espagne. (...). La cérémonie religieuse achevée, les dames de la Cour refluent précipitamment dans la galerie pour voir passer les nouveaux mariés. Les femmes de Paris qui ne sont pas présentées se tiennent derrière elles en robe longue mais sans panier. Habits et pierreries font un spectacle éblouissant. Après le dîner, vers cinq heures, la fête commence. Pour inaugurer une semaine de réjouissances, on a choisi un ballet : La Princesse de Navarre, livret de Voltaire, musique de Rameau. (...). A sept heures, (...), le spectacle commence. Sa qualité n'éclipse pas la splendeur de la salle. (...). Le lendemain offre aux courtisans un divertissement plus brillant : le bal paré ou bal « rangé ». En quelques heures, le théâtre du manège s'est transformé en salle de bal. Les loges ont été enlevées, des gradins placés sur la scène où se tiennent cent cinquante musiciens de la Cour et de la Ville. « Prodigieux escamoteurs, les Slodtz ne laissent en place que le plafond avec ses lustres. » Le raffinement de la décoration de carton peint ou doré ne cède en rien à celui de la veille. De chaque côté des fauteuils royaux sont assises les dames en grand habit ; les danseurs font face au roi. Chacun rivalise de grâce dans les menuets et les contredanses. La soirée s'achève par le spectacle de la famille royale soupant au grand couvert. (...). Après le grand couvert, vers minuit, le bal commence. Il se prolonge jusqu'au matin. On y entre en habit de masque, sans billet. (...). Mille cinq cents masques sont rassemblés dans l'appartement du roi. On danse dans le vaste salon d'Hercule où se tient le principal orchestre et dans ceux de Mars, Mercure et Apollon. Trois buffets sont dressés aux extrémités de la galerie et près de l'escalier des ambassadeurs. (...). Carême, qui commence le 3 mars, met fin à cet éblouissant cortège de fêtes. L'année suivante, la mort en couches de la dauphine contraint l'héritier du trône à un second mariage. En février 1747, il épouse Marie-Josèphe de Saxe, nièce du vainqueur de Fontenoy. A nouveau les festivités animent la Cour : bals paré et masqué, illuminations, banquet royal, appartement, feu d'artifice, ballet (L'Année galante), opéras (Persée, Les fêtes de l'hymen et de l'amour) se succèdent. Avec les divertissements donnés à l'occasion de la naissance du duc de Bourgogne, en décembre 1751, s'achève le temps des grandes fêtes dont le milieu du siècle marque l'apogée. (...). En 1757, les dépenses des menus plaisirs se réduisent à 680 000 livres. (...). Versailles retrouve de grands divertissements dans les dernières années du règne, à l'occasion du mariage du futur Louis XVI en 1770 et des noces de ses frères les années suivantes. « Le dauphin n'épouse pas tous les jours une fille de l'empereur, remarque le duc de Croÿ en mai 1770. (...). Leur liturgie ressemble à celle de 1745 : soirées d'appartement, séance des présentations, bals, opéras, ballets rappellent les festivités d'autrefois. En 1770 l'originalité tient en un extraordinaire feu d'artifice et l'inauguration d'une nouvelle salle de spectacle. (...). La Cour, massée dans la galerie et sur la terrasse, assiste à la plus belle fête de nuit jamais donnée au château. « Il y eut, note un témoin, de très beaux moments bien pleins de bruit et de lumière. (...) ». Les cascades, les soleils, les pyramides de feu - figures nouvelles - sont vivement applaudis. (...). « (...). De plus le canal était garni de barques en lanternes et baldaquins chinois, allant et venant, ce qui donnait de l'action et faisait, avec tout l'ensemble, une lieue environ d'illuminations, larges, bien perspectivées naturellement, et du plus grand effet. » Tous les bosquets du parc étaient éclairés, de petits théâtres amusaient les badauds. On dansa jusqu'au matin. Le succès était total. (...). Le 16 mai 1770, l'opéra est inauguré. (...). « Jamais, écrit M. Pierre Verlet, la monarchie française, qu'une vingtaine d'années sépare de sa chute, n'a été entourée d'un luxe aussi grand et aussi raffiné. » (...). Le coût de ces réjouissances, les inconvénients de la nouvelle salle (elle est inchauffable et son éclairage est ruineux) ne dissuadent pas d'y accueillir encore les fêtes, à peine moins fastueuses, du mariage du comte de Provence (1771), du comte d'Artois (1773) et de Madame Clotilde (1775). » »

Le bal des ifs
Le « bal des ifs » est un bal masqué donné par le roi Louis XV dans la nuit du 25 au 26 février 1745 au château de Versailles.
Ce divertissement est organisé à l'occasion du mariage du dauphin Louis de France avec sa cousine, l'infante d'Espagne Marie-Thérèse de Bourbon.
C'est là que le Roi fera la rencontre de la future Marquise de Pompadour.

### Fêtes du règne du roi Louis XVI et de la reine Marie-Antoinette
Après le sacre du roi Louis XVI en 1774, une fête est organisée pour le mariage de Madame Clotilde en 1775. « On ouvre encore l'opéra pour Joseph II (1777), le grand-duc Paul (1782) et Gustave III (1784), en visite à Versailles. Ces souverains étrangers sont aussi reçus au petit Trianon. L'illumination offerte ici au roi de Suède est un enchantement. Elle montrait, écrit dans ses Mémoires le baron de Frénilly, « le parc et ses fabriques éclairés comme par un beau coucher de soleil ». Nul n'imagine alors que cette image crépusculaire puisse devenir un symbole. Dans le domaine de Marie-Antoinette, la Cour donne en 1784 sa dernière fête. »
« Car la Cour est le lieu des plaisirs. Elle est faite pour donner une image heureuse de la royauté. Dans le décor superbe des châteaux royaux, les divertissements se succèdent : bals, feux d'artifice, fêtes champêtres, spectacles. Les plus fréquents, les plus prisés sont les spectacles. Tous les genres sont pratiqués : la tragédie, la comédie, l'opéra, l'opéra comique et le ballet. Les acteurs, chanteurs et danseurs sont ceux des théâtres royaux de l'Opéra, de l'Opéra comique et de la Comédie française. Les quatre châteaux de Versailles, Trianon, Fontainebleau et Marly ont leurs théâtres. L'automne et l'hiver sont les saisons des spectacles qui se succèdent à la cadence d'une représentation tous les deux ou trois jours. En 1778, par exemple, du 12 octobre au 10 novembre, quatorze spectacles sont donnés au total dans les trois châteaux de Versailles, Marly et Trianon. Le roi, très assidu, manifeste bruyamment son déplaisir ou sa satisfaction. En 1777, il rit aux éclats à la Princesse AEIOU, bouffonnerie plutôt grivoise. Le 4 novembre 1786, il siffle Azémire, tragédie de Marie-Joseph Chénier. Pour honorer un hôte, ou célébrer un événement heureux, le roi donne des fêtes. La plus belle fête du règne a lieu en 1781 à Marly pour la naissance du dauphin. Pâris, dessinateur des Cabinets du Roi, et Hubert Robert, dessinateur de ses Jardins, ont élevé dans le parc une « baraque », c'est-à-dire une construction temporaire avec podium, tentes, loges, salles de rafraîchissement, colonnades, arcades de verdure, décoration d'orangers, et balcons « pour voir les parties de la fête qui se passent à l'extérieur ». Ils ont peuplé les jardins de luminaires, de statues et de guirlandes à l'antique. « Là tout est enchanté », écrit le poète Delille, pour une fois inspiré. Éclatante cour. La plus éclatante d'Europe. (...) »
Durant les fêtes, on danse. Parmi les différents types de danses il y a la contredanse. 
La reine Marie-Antoinette organise des fêtes à Trianon : « Quelques fêtes somptueuses permettent à un nombre plus considérable de courtisans de venir à Trianon : ainsi en est-il à l'occasion de la seconde réception de Joseph II, en 1781. Il avait fallu des billets d'invitation pour pénétrer dans les jardins. Autres brillantes réceptions en l'honneur du futur tsar Paul Ier en 1782, du roi Gustave de Suède en 1784. Journées exceptionnelles. (...) ».
En parlant de la reine Marie-Antoinette, Horace Walpole écrit : « On dit qu'elle ne danse pas en mesure, mais alors c'est la mesure qui a tort. »
« On s'arrache plus facilement à sa société pour se rendre aux bals de la reine. Alors la noblesse présentée, invitée de droit, soupe, joue et danse sous les regards des dames de Paris, admises en spectatrices dans les loges qui entourent la salle. Si l'ancienne salle de la comédie - à gauche de la cour royale - se révèle trop exiguë, on y ajoute des pavillons de bois qui, « dressés en peu d'instants, décorés en quelques heures, [forment] des palais ambulants ». On danse jusqu'à la pointe du jour avant de rentrer à Paris. C'est alors, note la baronne d'Oberkirch invitée en février 1786, « sur la route, une file de carrosses comme à la promenade de Longchamp ». Devoir rempli, girandoles éteintes, la noblesse de Cour s'empresse de regagner la Ville où elle brigue « les suffrages des sociétés qui [donnent] le ton ».

## Fêtes duXIXesiècleà nos jours
Toute institution, association, entreprise, et même un particulier dont la fortune le permet, peut aujourd'hui organiser une fête au château de Versailles. L'Établissement public du domaine de Versailles a mis en place un « service des manifestations évènementielles » qui met à disposition salles, galeries, voire chapelle ou opéra royal. Les Grandes eaux et des feux d'artifice peuvent éventuellement être intégrés au programme.
Les espaces actuellement proposés par ce service spécialisé sont :
- La galerie des Batailles, longue de 120 m, pour des dîners et cocktails de 600 à 800 personnes
- Une des salles des Croisades, la plus grande, dont la capacité d'accueil varie de 180-200 invités pour un dîner à 300-400 pour un cocktail
- La galerie des Cotelle du Grand Trianon, ouverte sur jardins, où l'on peut recevoir de 250 à 400 personnes et organiser des concerts de musique de chambre
- L'Orangerie longue de 156 m, capable d'accueillir des soirées et bals jusqu'à 2 500 personnes
- La chapelle royale où l'un des quatre organistes titulaires[22] et la maîtrise du Centre de musique baroque peuvent donner un concert privé pour 450 personnes
- L'Opéra royal dont les 600 fauteuils permettent d'organiser une soirée de musique, danse, théâtre ou opéra.